# 間接正犯
間接正犯是利用他人作为工具实行自己犯罪意思之行为的，称为间接实行犯或间接正犯（德語：mittelbare Täterschaft）。间接正犯所利用者首先是一个人类工具（德語：Menschliches Werkzeug），而非物质或动物工具；其次是他人的行为，而非人的非行为，如甲将乙推倒压碎丙之文物，系毁损罪之直接正犯。

## 处罚根据
间接正犯虽未亲自实现构成要件，但仍依正犯处罚，其根据是意思支配。即利用者通过意思支配控制了被利用者的行为，间接地实现了犯罪事实，相当于亲自直接实施，被利用者沦为工具，无法对自己行为负责，刑法上也不予处罚，故由利用者负担。

## 类型
1. 利用不具有客观构成要件符合性的行为
  - 如甲逼迫、诱骗乙自杀实现杀人目的。
2. 利用不具有主观构成要件符合性的行为
  - 无故意及过失的工具：如母亲让不知情的儿子将毒水端给父亲饮下。
  - 目的而有故意的工具：如甲出于流通目的而请道具师乙制作伪币数十张，称为拍电影所用。
3. 利用不具有违法性的行为
  - 如利用他人正当防卫或警察之逮捕行为而实现陷害第三人之目的。
4. 利用不具有有责性的行为
  - 无辨识能力的工具：如利用幼儿杀人。
  - 受精神强制的工具：以生命相威胁逼迫他人犯罪。
5. 利用犯罪行为

此時也稱正犯後正犯（德語：der tater hinter dem Tator,）
1. - 对象错误的工具：
    - 屏风案：甲教唆乙射击贵重的屏风，其实是为了让他杀死屏风背后的丙，乙在毁坏屏风時故意射击，但并不知道后面有丙的存在。
    - 指鹿为马案：杀手甲受雇佣而准备杀死乙，丙向甲将丁指示为乙，甲遂杀死丁。

  - 过失的工具：如医生为杀死病人将消炎药替换为毒药，护士疏忽没有仔细检查就对病人进行了注射致其死亡。
  - 无身份而有故意的工具，即有身份者利用有犯罪意向但缺乏犯罪身份的人实施犯罪：国家工作人员告诉不具有国家工作人员身份的妻子要收受请托人送来的财物。[1]